# 英國朝代
本列表顯示統治苏格兰王国、英格兰王国、大不列顛王國以及聯合王國的朝代。英国的朝代更替与中国古代的朝代更替差异很大。中国王朝的更替往往是暴力推翻前朝，建立新朝。英国的朝代更替，虽然也存在暴力推翻前朝、建立新朝的情况，但通常是前朝继承人绝嗣，于是只能选择一个亲戚继承自己的王位，而新君主因为姓氏与旧君主不同，于是便产生了新的朝代。

## 王朝關係
數個王朝之間存在一定聯繫：
- 鄧凱爾德王朝首位統治蘇格蘭王國的君主鄧肯一世是亞爾賓王朝統治蘇格蘭王國的末代君主馬爾科姆二世之外孫。
- 莫瑞王朝首位統治蘇格蘭王國的君主麦克白亦是亞爾賓王朝馬爾科姆二世之外孫、鄧凱爾德王朝鄧肯一世之表弟。
- 斯維雷王朝唯一一位統治蘇格蘭王國的君主挪威女孩玛格丽特是鄧凱爾德王朝統治蘇格蘭王國的末代君主亞歷山大三世之外孫女。
- 巴里奧王朝唯一一位統治蘇格蘭王國的君主约翰·巴里奥是鄧凱爾德王朝大衛一世的第五代外孫。
- 布魯斯王朝首位統治蘇格蘭王國的君主羅伯特一世亦為鄧凱爾德王朝大衛一世之後裔。
- 斯图亚特王朝首位統治蘇格蘭王國的君主羅伯特二世是布魯斯王朝羅伯特一世之外孫。
- 布盧瓦王朝唯一一位統治英格蘭王國的君主斯蒂芬是諾曼底王朝首位統治英格蘭王國的君主威廉一世之外孫。
- 金雀花王朝首位統治英格蘭王國的君主亨利二世是諾曼底王朝統治英格蘭王國的末代君主亨利一世之外孫。
- 蘭開斯特王朝首位統治英格蘭王國的君主亨利四世是金雀花王朝愛德華三世之孫。
- 約克王朝首位統治英格蘭王國的君主愛德華四世是金雀花王朝愛德華三世的直系後代。
- 都铎王朝首位統治英格蘭王國的君主亨利七世之母瑪格麗特·博福特是金雀花王朝愛德華三世之玄孫女。
- 斯图亚特王朝首位統治英格蘭王國的君主詹姆士六世及一世是都铎王朝亨利七世的外孙的外孙。
- 汉诺威王朝首位統治大不列顛王國的君主喬治一世是斯圖亞特王朝君主詹姆士六世及一世之外曾孫。
- 萨克森-科堡-哥达王朝首位統治聯合王國的君主爱德华七世是汉诺威王朝統治聯合王國的末代君主維多利亞女王之子。
- 溫莎王朝首位統治聯合王國的君主與薩克森-科堡-哥達王朝統治聯合王國的末代君主是同一人，即乔治五世。

## 朝代列表
下列列表僅顯示統治蘇格蘭王國、英格蘭王國、大不列顛王國以及聯合王國的朝代。

### 蘇格蘭王國
| 朝代 （中文／低地蘇格蘭文／英文） | 統治時期                      | 統治時期 | 君主             | 君主             | 君主          |
| 朝代 （中文／低地蘇格蘭文／英文） | 年份                          | 時長     | 初代             | 末代             | 列表 / 世系圖 |
| --------------------------------- | ----------------------------- | -------- | ---------------- | ---------------- | ------------- |
| 亚尔宾王朝                        | 843年－1034年                 | 191年    | 肯尼思一世       | 馬爾科姆二世     | (表)(圖)      |
| 鄧凱爾德王朝                      | 1034年－1040年 1058年－1286年 | 234年    | 鄧肯一世         | 亞歷山大三世     | (表)(圖)      |
| 莫瑞王朝                          | 1040年－1058年                | 18年     | 麦克白           | 卢拉赫           | (表)(圖)      |
| 斯維雷王朝                        | 1286年－1290年                | 4年      | 挪威女孩玛格丽特 | 挪威女孩玛格丽特 | (表)(圖)      |
| 巴里奧王朝                        | 1292年－1296年                | 4年      | 约翰·巴里奥      | 约翰·巴里奥      | (表)(圖)      |
| 布魯斯王朝                        | 1306年－1371年                | 65年     | 羅伯特一世       | 大衛二世         | (表)(圖)      |
| 斯图亚特王朝                      | 1371年－1651年 1660年－1707年 | 327年    | 羅伯特二世       | 安妮女王         | (表)(圖)      |

### 英格蘭王國
| 朝代 （中文／英文） | 統治時期                      | 統治時期 | 君主       | 君主         | 君主          |
| 朝代 （中文／英文） | 年份                          | 時長     | 初代       | 末代         | 列表 / 世系圖 |
| ------------------- | ----------------------------- | -------- | ---------- | ------------ | ------------- |
| 威塞克斯王朝        | 927年－1016年 1042年－1066年  | 113年    | 埃塞尔斯坦 | 宣信者愛德華 | (表)          |
| 丹麦王朝            | 1013年－1014年 1016年－1042年 | 27年     | 八字胡斯文 | 哈德克努特   | (表)          |
| 戈德溫王朝          | 1066年                        | 282日    | 哈羅德二世 | 哈羅德二世   | (表)          |
| 诺曼底王朝          | 1066年－1135年                | 69年     | 威廉一世   | 亨利一世     | (表)(圖)      |
| 布盧瓦王朝          | 1135年－1154年                | 19年     | 斯蒂芬     | 斯蒂芬       | (表)(圖)      |
| 金雀花王朝          | 1154年－1399年                | 245年    | 亨利二世   | 理查二世     | (表)(圖)      |
| 蘭開斯特王朝        | 1399年－1461年 1470年－1471年 | 63年     | 亨利四世   | 亨利六世     | (表)(圖)      |
| 約克王朝            | 1461年－1470年 1471年－1485年 | 23年     | 爱德华四世 | 理查三世     | (表)(圖)      |
| 都铎王朝            | 1485年－1603年                | 118年    | 亨利七世   | 伊丽莎白一世 | (表)(圖)      |
| 斯图亚特王朝        | 1603年－1649年 1660年－1707年 | 93年     | 詹姆斯一世 | 安妮女王     | (表)(圖)      |

### 大不列顛王國与聯合王國
| 朝代 （中文／英文）      | 統治時期       | 統治時期   | 君主       | 君主         | 君主          |
| 朝代 （中文／英文）      | 年份           | 時長       | 初代       | 末代         | 列表 / 世系圖 |
| ------------------------ | -------------- | ---------- | ---------- | ------------ | ------------- |
| 斯图亚特王朝             | 1707年－1714年 | 7年        | 安妮女王   | 安妮女王     | (表)(圖)      |
| 汉诺威王朝               | 1714年－1901年 | 187年      | 乔治一世   | 维多利亚女王 | (表)(圖)      |
| 萨克森-科堡-哥达王朝     | 1901年－1917年 | 16年       | 爱德华七世 | 乔治五世     | (表)(圖)      |
| 溫莎王朝                 | 1917年起       |            | 乔治五世   |              | (表)(圖)      |
| 溫莎王朝 蒙巴顿-温莎分支 | 2022年起       | 查尔斯三世 |            |              | (表)(圖)      |